# La Guillermie
La Guillermie [la gijɛʁmi] (okzitanisch Guilherm) ist eine französische Gemeinde mit 122 Einwohnern (Stand: 1. Januar 2022) im Département Allier in der Region Auvergne-Rhône-Alpes (bis 2015 Auvergne). Sie gehört zum Arrondissement Vichy und zum Kanton Lapalisse. 

## Geographie
La Guillermie liegt etwa 22 Kilometer südöstlich von Vichy. Die Nachbargemeinden von La Guillermie sind Ferrières-sur-Sichon im Norden, Lavoine im Osten, Saint-Victor-Montvianeix im Süden sowie Lachaux im Westen.

## Geschichte
Die Gemeinde La Guillermie entstand im Jahr 1880 durch die Abtrennung von der Gemeinde Ferrières-sur-Sichon.

## Bevölkerungsentwicklung
| Jahr                       | 1962 | 1968 | 1975 | 1982 | 1990 | 1999 | 2006 | 2011 | 2019 |
| Einwohner                  | 319  | 285  | 246  | 193  | 155  | 159  | 153  | 140  | 124  |
| Quellen: Cassini und INSEE |      |      |      |      |      |      |      |      |      |

## Sehenswürdigkeiten

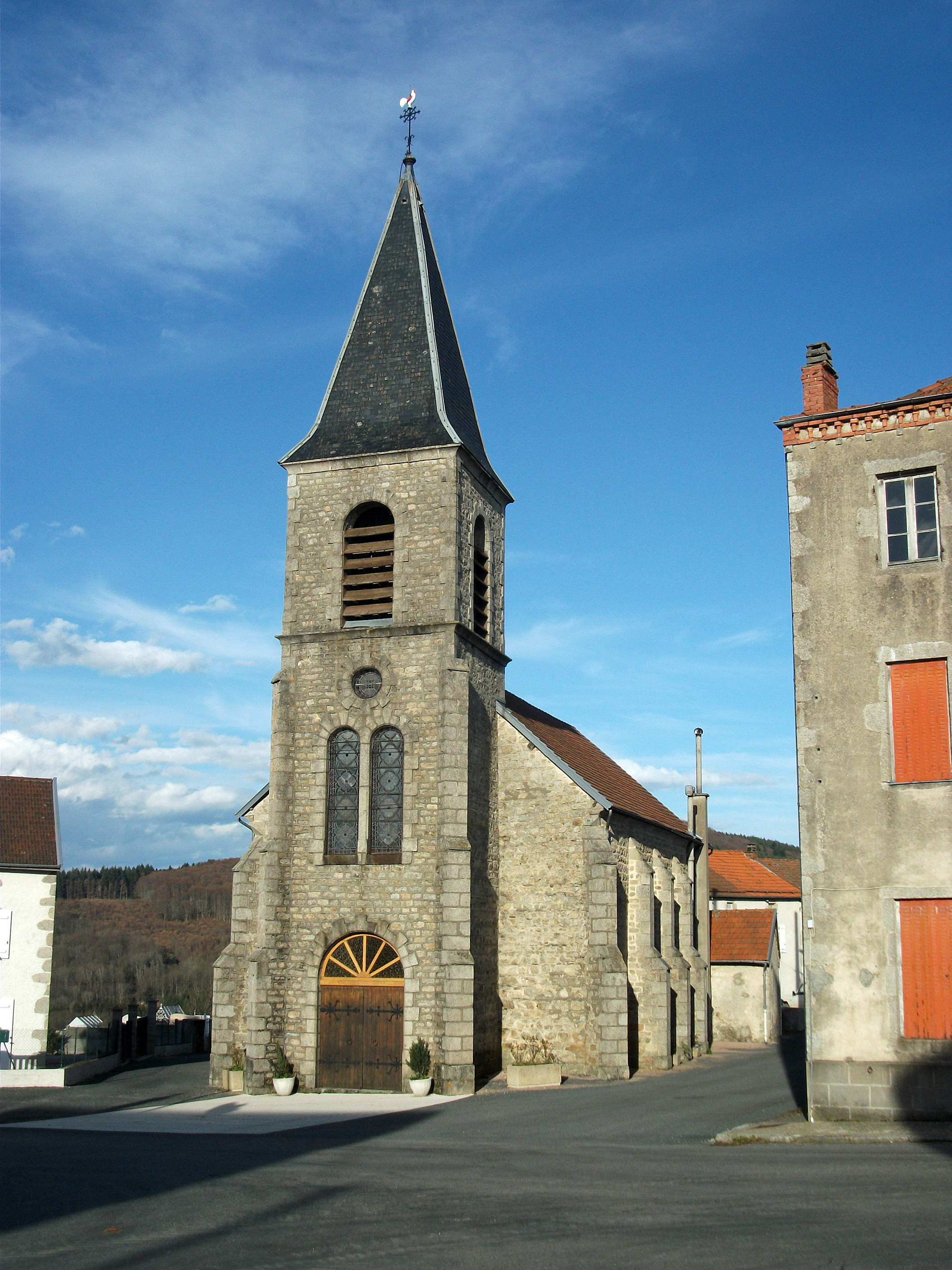
Kirche Saint-Joseph

- Kirche Saint-Joseph von 1894

## Persönlichkeiten
- Claude Pettelet (1887–1914), einer der Märtyrer von Vingré